# Бартеневская улица
Барте́невская у́лица — улица в Юго-Западном административном округе города Москвы на территории района Южное Бутово.

## Происхождение названия
Названа 1 августа 2000 года в честь П. И. Бартенева (1829—1912) — историка и археографа, москвоведа, основателя и издателя журнала «Русский архив».

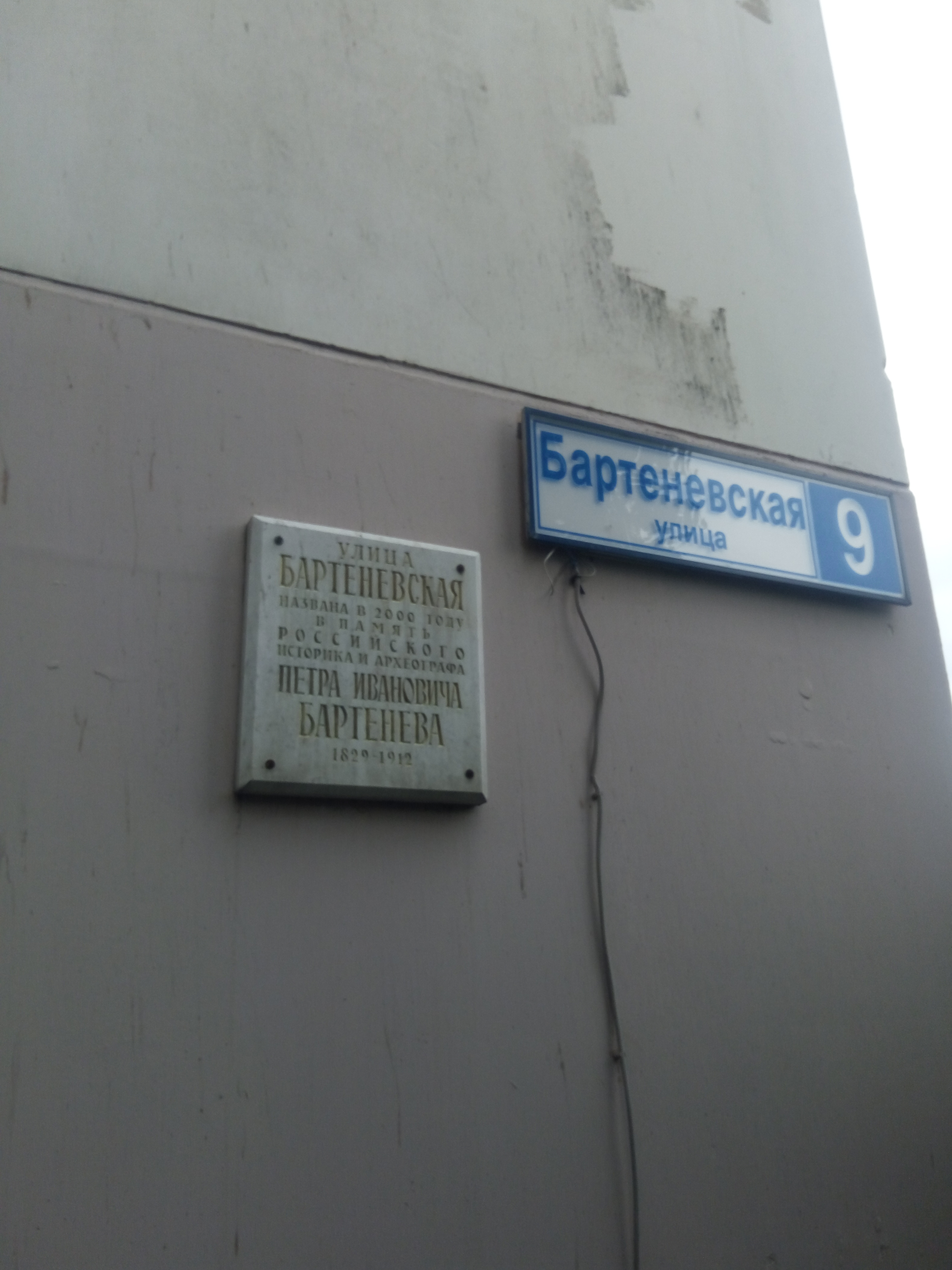
Памятная табличка

## Примечательные здания и сооружения

### По нечётной стороне
- № 9 — Детский фотограф Ляля Гарбуз, Qiwi — платёжный терминал.
- № 13 — Фома-94.
- № 17 — Центр спортивной подготовки Беркут, Клуб боевых искусств Релайк, ФОК Рекорд.
- № 23 — Автосервис на Бартеневской, Юниматик, Mars2000.
- № 23, корп. 2 — ИП Косоротов А. А.
- № 27 — Школа № 1981.
- № 27, корп. 1 — Школа № 1981 структурное подразделение (бывш. детский сад № 2428).
- № 29 — Детский сад № 2623.
- № 33 — Goodszap.
- № 33, стр. 1 — AshCar.
- № 39 — Дюшес, МКБ — банкомат и платёжный терминал.
- № 49 — Роллердром — скейтпарк.
- № 49, корп. 1 — Южное Бутово — инженерная служба ГКУ диспетчерская.
- № 4, корп. 4 — Школа № 2009 структурное подразделение № 2.
- № 55 — Яуза Моторс, Шиномонтаж, Комфортный Век.
- № 57 — Строй-девелопмент.
- № 57, корп. 2 — Парикмахерская, Мирстрой, Эльза.
- № 57, корп. 3 — ЮЗАО Бутово Южное-1, Школа № 2009 структурное подразделение № 4 дошкольное отделение Солнышко.
- № 61 — Детская городская поликлиника № 118 филиал № 2, парковка при поликлинике № 149.

### По чётной стороне
По чётной стороне зданий нет.

## Транспорт

### Автобус
- Автобусное сообщение в двух направлениях по всей длине улицы

#### Автобусные остановки
Чётная сторона
- Аллея Витте: С1 94 165 213
- Плавский проезд: С1 94 165 213
- Школа № 1981: С1 94 165 213
- Улица Горчакова: 94 165
- Бартеневская улица, 41 (прежнее название: Комплекс Б Южного Бутово): 94 165 895
- Южные Сады (прежнее название: Бартеневская улица, 57): С953 94 165 895

Нечётная сторона
- Южные Сады (прежнее название: Бартеневская улица, 57): С1 94 165 895
- Бартеневская улица, 41 (прежнее название: Комплекс Б Южного Бутово): С1 94 165 895
- Улица Горчакова: С1 94 165 213
- Школа № 1981: С1 94 165 213
- Плавский проезд: С1 94 165 213

#### Автобусные маршруты
- С1: прямой — от аллеи Витте до улицы Горчакова; обратный — от улицы Адмирала Руднева (второй перекрёсток между Бартеневской и Адмирала Руднева) до аллеи Витте
- С953: прямой — от улицы Адмирала Руднева (второй перекрёсток между Бартеневской и Адмирала Руднева) до Бунинской аллеи
- 94: прямой — от аллеи Витте до Бунинской аллеи; обратный — от Бунинской аллеи до аллеи Витте
- 165: прямой — от аллеи Витте до Бунинской аллеи; обратный — от Бунинской аллеи до аллеи Витте
- 213: прямой — от аллеи Витте до улицы Горчакова; обратный — от улицы Горчакова до аллеи Витте
- 895: прямой — от улицы Горчакова до Бунинской аллеи; обратный — от Бунинской аллеи до улицы Горчакова